# Fred MacMurray
Pour les articles homonymes, voir McMurray.
Fred MacMurray est un acteur et producteur américain né le 30 août 1908 à Kankakee, Illinois (États-Unis) et mort le 5 novembre 1991 à Santa Monica (Californie). Très populaire, il est l'un des rares acteurs de l'Âge d'or de Hollywood à avoir connu un succès ininterrompu pendant plus de trente ans, avec plus de cent films et séries télévisées à son actif.

## Biographie

### Jeunesse
Fredrick Martin MacMurray naît dans l’État de l'Illinois, de Maleta Martin et Frederick Talmadge MacMurray, tous deux originaires du l'État voisin du Wisconsin. Son père est violoniste de concert, et il a une tante, Fay Holderness, qui est actrice et interprète de vaudeville. Il n'a pas deux ans quand sa famille retourne dans le Wisconsin, à Madison, où son père travaille comme professeur de musique. Son père finit par quitter femme et enfant, et Fred déménage avec sa mère à Beaver Dam (Wisconsin), la ville natale de celle-ci. Il est scolarisé à Quincy puis grâce à une bourse d'études il s’inscrit à l'Université du Wisconsin à Waukesha. Il joue du saxophone et de la clarinette dans de nombreux orchestres, pratique le sport intensivement, mais n'obtiendra pas de diplôme.

### Débuts dans la musique
Fred envisage d’abord une carrière de saxophoniste, aussi part-il à l'Institut d'Art, à Chicago, où vit sa tante chez qui il loge. Il se produit dans divers orchestres. En 1930 il enregistre avec le chef d'orchestre Gus Arnheim (en) une chanson sur gramophone Victor et deux autres avec George Olsen (en). L'année suivante il se rend à Broadway (New York) où il fait partie de la revue musicale Three's a Crowd, puis, en 1933, de Roberta aux côtés de Sydney Greenstreet et Bob Hope. Une des danseuses attire son attention, Lillian Lamonte, qu'il épousera trois ans plus tard. Cependant, ses efforts pour devenir musicien professionnel n’aboutissent pas.

### Hollywood
Quand sa mère décide d'aller visiter sa grand-mère ayant récemment déménagé en Californie, Fred l'y conduit en voiture, et profite de l'occasion pour tenter sa chance à Hollywood. Grâce à sa belle prestance (1m 90, yeux bleus, cheveux noirs ondulés) il décroche un contrat de figurant chez Paramount Pictures en 1934, qui l'engage pour sept ans. 

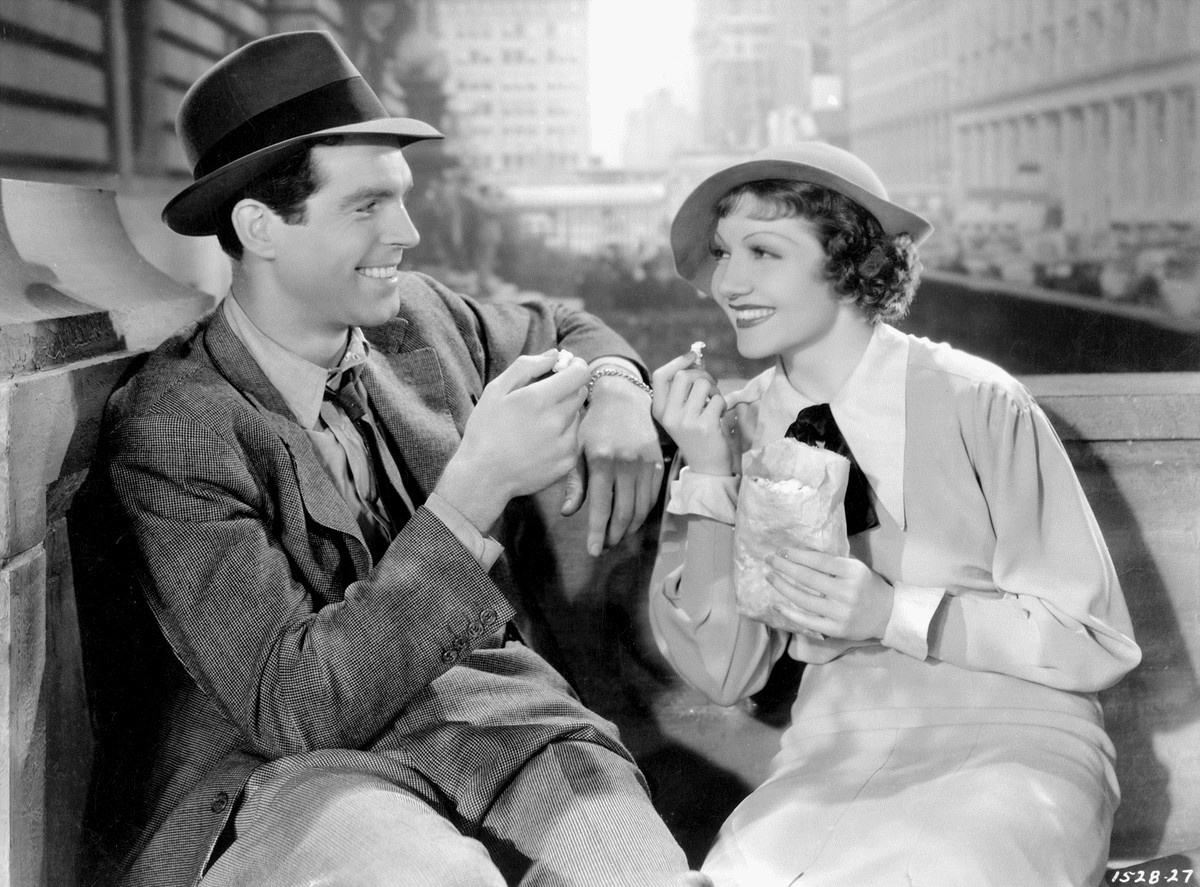
Avec Claudette Colbert dans Aller et Retour (1935)

Fred va percer très vite, dès son deuxième film : Aller et Retour (The Gilded Lilys, 1935), une comédie romantique où il a pour partenaire la star Claudette Colbert. À l'aise, avec un jeu tout en fraîcheur et spontanéité, son talent ne trompe pas. L’alchimie du couple qu'il forme à l'écran avec Claudette Colbert et le succès qu'il remporte auprès du public, pousseront les studios à reformer le duo dans six autres films (le dernier, en 1949). 
Cela n'empêche pas Fred de faire des incursions dans le genre dramatique, comme dans Le Démon sur la ville (1937), où il combat la rigidité puritaine à Salem. Mais le film est un flop. Fred revient à la comédie romantique et tourne avec Madeleine Carroll quatre films entre 1939 et 1942, dont Femme du monde, réalisé par Edward H. Griffith.

### La gloire
Quand éclate la deuxième guerre, beaucoup d'acteurs de premier plan s'enrôlent dans l'armée, tels Clark Gable, James Stewart ou Tyrone Power. Fred MacMurray (mais aussi Van Johnson, réformé) prend la place laissée vacante et enchaîne film sur film ; il est aussi « prêté » à d'autres studios. Ainsi, entre 1940 et 1944 il tourne pas moins de vingt films et aura pour partenaires féminines des grandes stars telles que Katharine Hepburn, Joan Crawford et Marlène Dietrich. Il tourne quatre films avec Carole Lombard et quatre autres avec Barbara Stanwyck, dont L'Aventure d'une nuit (Remember the Night, 1940) où il se distingue. Toutes diront avoir beaucoup apprécié de tourner avec lui à cause de sa gentillesse et de sa simplicité qui les mettaient à l'aise. 
Ses rôles de bon gars enjoué et pétillant l'imposent très vite dans un genre fait pour lui, la comédie légère, et lui vaudront l'affection indéfectible du public tout au long de sa longue et prolifique carrière. Le réalisateur Billy Wilder dira de lui plus tard : « Fred MacMurray donne aux gens le sentiment qu'il est gentil avec les chiens, avec les enfants, les mères et les veuves. »
En 1943, il est l'un des acteurs les mieux payés du cinéma, avec un salaire annuel de 420 000 dollars qui fait de lui la quatrième fortune des États-Unis. 
À 29 ans, son visage va servir de modèle pour les traits d'un tout nouveau super-héros de bande dessinée, Captain Marvel,.
À partir de 1944, il se voit attribuer des rôles plus étoffés et plus dramatiques. Sa composition d'un commis-voyageur pris dans les filets de la fatale Barbara Stanwyck dans Assurance sur la mort (Double Indemnity) est plus que convaincante. 

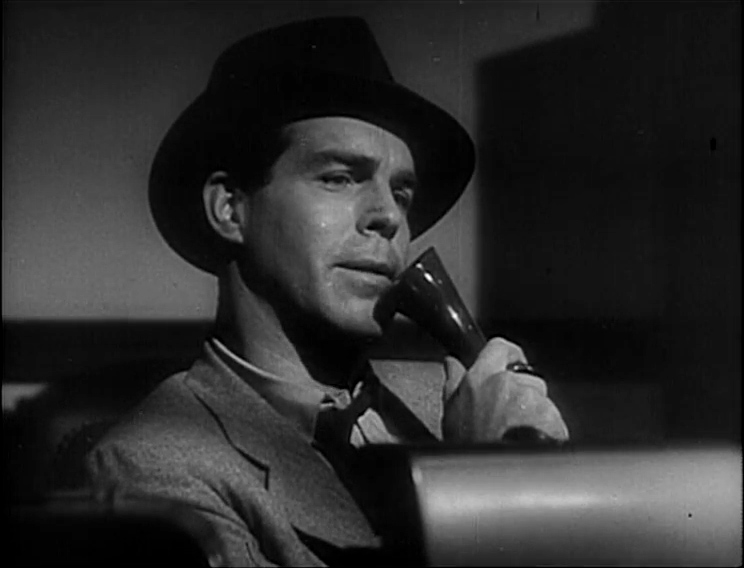
Fred MacMurray incarne Walter Neff dans Assurance sur la mort de Billy Wilder (1944)

Ce film de Billy Wilder sera un grand succès critique et commercial, et une référence au genre du film noir. Fred aurait pu remporter l'Oscar du Meilleur acteur 1944, mais les studios Paramount avaient mis le paquet sur La Route semée d'étoiles (Going My Way), un succès commercial encore plus grand qu'Assurance sur la mort, et c'est Bing Crosby qui décrochera l'Oscar pour son rôle du père O'Malley. 
Le dernier film que tourne MacMurray pour la Paramount est Un héritage sur les bras (Murder, he says), un film déjanté qui mêle le comique, l'horreur, le mystère et le fantastique. Ce film est considéré comme une de ses meilleures réussites dans le registre du comique pur ; la critique Pauline Kael (1919-2001) écrira qu'il est supérieur à Arsenic et vieilles dentelles, autre comédie loufoque sortie un an plus tôt (avec Cary Grant), avec laquelle Un héritage sur les bras partage des points communs.

### Rythme de croisière
Cependant, même après le succès de son film noir, Fred tourne à nouveau essentiellement dans le registre léger et familial. Il faudra attendre 1954 pour le revoir dans un rôle de « pas très sympa », en lieutenant appelant les marins à se révolter contre leur capitaine (Humphrey Bogart) dans Ouragan sur le Caine (The Caine Mutiny). 
À partir de 1955 il aborde le genre western, le préféré des grands acteurs vieillissants (selon les dires de Fred, ce n'était pas son favori). Il tournera huit westerns entre 1955 et 1960.

### Nouvelle gloire
Sa popularité s’accroît du jour au lendemain quand Walt Disney le choisit personnellement pour incarner le père de famille dans Quelle vie de chien ! (The Shaggy Dog, 1959). Le film est l'un des plus grands et des plus inattendus succès dans l'histoire de Disney. Six autres films Disney suivront. Fred dira qu'il ne s'est jamais autant amusé sur un tournage que pour ses fims de Disney, même s'il a déclaré, à une autre occasion, qu'il se trouvait meilleur dans des rôles plus dramatiques.
En 1960, Fred retrouve le réalisateur Billy Wilder qui lui propose le rôle d'un cynique directeur du personnel infidèle dans son film La Garçonnière (The Apartment), comédie satirique sur l’immoralité dans le milieu des affaires. Fred hésite à accepter de peur de ternir son image de bon gars véhiculée dans ses films Disney. Wilder parvient à le convaincre, et Fed livrera une excellente prestation aux côtés de Jack Lemmon et Shirley MacLaine. Ces derniers sont nommés pour l'Oscar du Meilleur acteur, mais pas Fred. Le film est un grand succès et reçoit l'Oscar du meilleur film. 

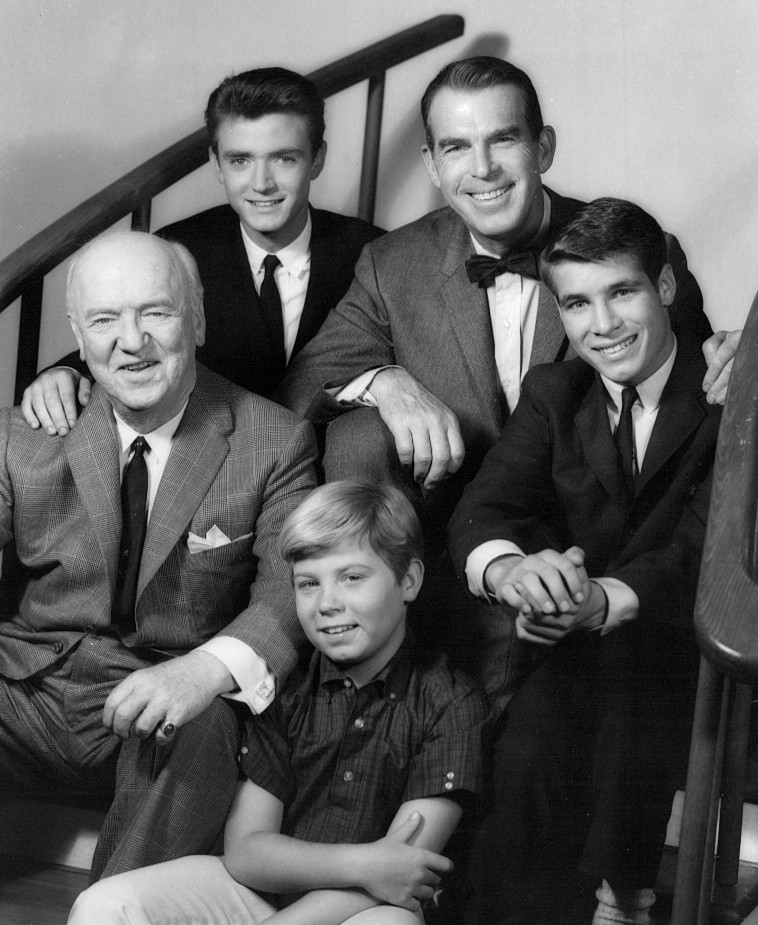
Fed MacMurray dans la série télévisée Mes trois fils (1962)

Il entame alors une nouvelle étape dans sa carrière : la télévision. Il accepte le rôle principal d'un veuf qui élève seul ses turbulents enfants, dans une nouvelle série télévisée, Mes trois fils. Un total de 380 épisodes sera tourné sur une période de douze ans, de 1960 à 1972. Cette sitcom sera très populaire auprès du public. Fred joue de son influence de star pour ajouter dans son contrat une clause qui l'autorise à tourner les scènes dans lesquelles il apparaît sur deux mois non consécutifs et avant les scènes des autres acteurs de la série ; cet arrangement dans son emploi du temps lui permet d'entretenir son ranch (dans le nord de la Californie), de s'adonner à son loisir préféré, le golf, et de continuer à tourner dans des films. 
En acceptant ce rôle à la télévision, Fred prouve qu'un acteur/actrice peut réussir simultanément au cinéma et à la télévision, car à cette époque-là les stars du grand écran snobaient les séries télévisées. Les quelques stars qui passaient outre étaient en fin de carrière au cinéma, telles Loretta Young ou bien Lucille Ball, laquelle avait créé la très populaire série télévisée I Love Lucy (1951-1957). Avec ce rôle télévisé, Fred MacMurray se trouve une toute nouvelle génération de fans qui ignorait qu'il avait été jeune premier dans les années 1930 et 1940 mais qui aimaient sa figure paternelle sage et affairée dans Mes trois fils ainsi que ses rôles dans les films de Walt Disney. Cela a permis la longévité de la popularité de Fred MacMurray, que peu d'acteurs de cinéma de son époque connaîtront.

### Légende de Disney
En 1961, Walt Disney le sollicite une nouvelle fois pour incarner un professeur de sciences farfelu qui invente un caoutchouc volant, dans Monte là-d'ssus (The Absent-Minded Professor) puis dans sa suite, Après lui, le déluge (Son of Flubber, 1963). Ce premier opus aura beaucoup de succès et Fred sera nommé aux Golden Globes dans la catégorie du Meilleur acteur.
En 1967, il interprète l'un de ses rares rôles musicaux dans l’extravagant Le Plus Heureux des milliardaires (The Happiest Millionaire), basé sur une histoire vraie. 
Après l'arrêt de la sitcom Mes trois fils en 1972, Fred apparaît dans des publicités pour les autocars Greyhound Lines et joue dans ce qui sera son dernier film, L'Inévitable Catastrophe (The Swarm) qui, malgré une distribution prestigieuse, sera un gros échec commercial. Puis en 1978, à 70 ans, il prend sa retraite. 
En 1987, Fred MacMurray est la première personne à recevoir le titre honorifique de « Légende de Disney ».

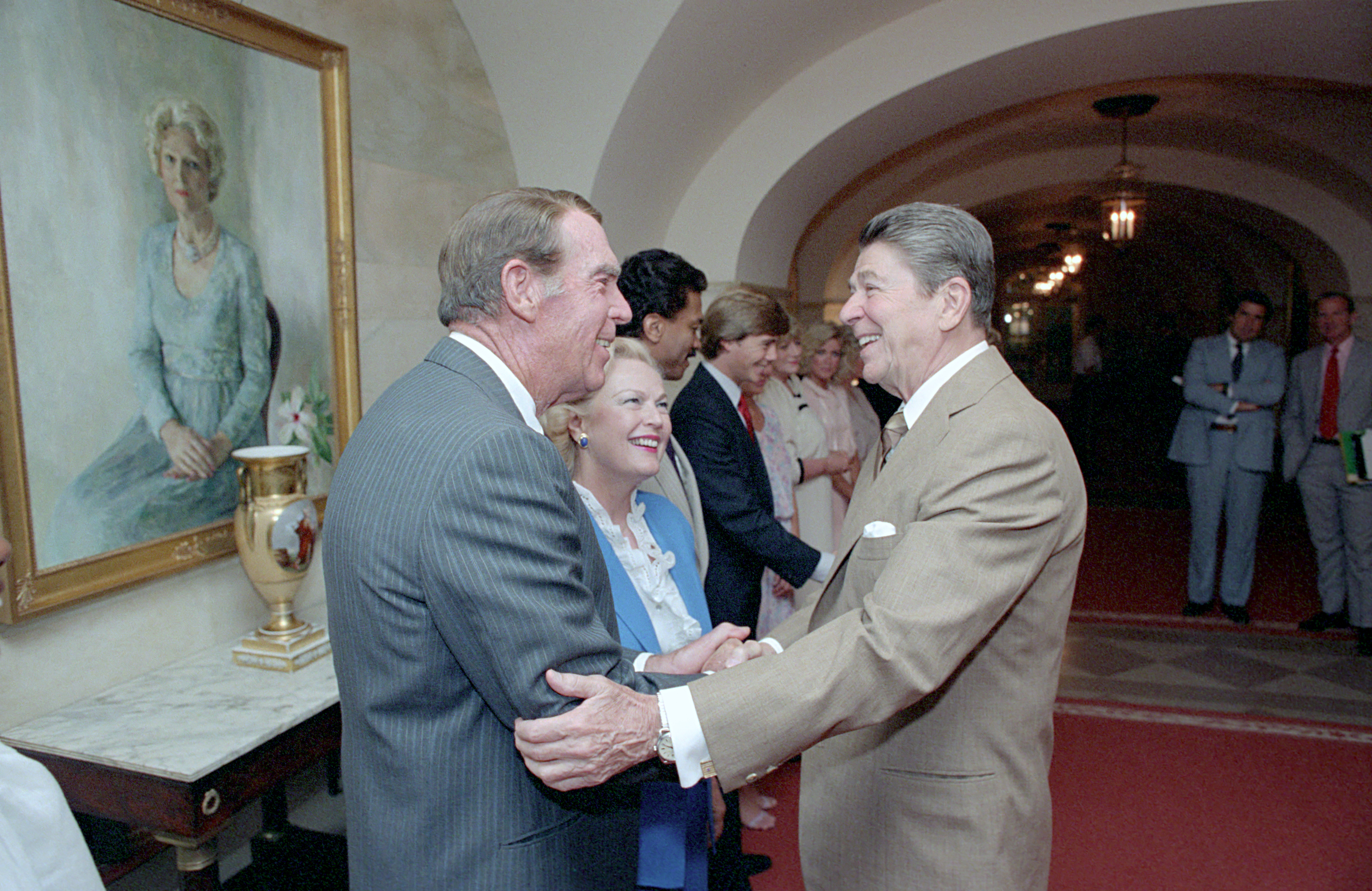
Le Président Ronald Reagan saluant Fred MacMurray et son épouse, l'actrice June Haver (1984)

### Vie privée
Fred MacMurray s'est marié deux fois : en 1936, avec une danseuse, Lillian Lamont avec qui il forme un couple solide. Ils adoptent un garçon, Robert, et une fille, Susan. Lillian meurt d'un cancer en 1953, après dix-huit ans de mariage, ce qui anéantit Fred. Cinq mois plus tard, au hasard d'un dîner chez des amis acteurs, il rencontre la populaire actrice June Haver avec laquelle il avait tourné dix ans auparavant dans Drôle d'histoire (Where Do We Go from Here?). Il a dix-sept ans de plus qu'elle. Six mois plus tard, Fred l'épouse. Ils resteront mariés toute leur vie. Le couple ne pouvant avoir d'enfants, il adoptera deux jumelles, Kate et Laurie, nées en 1956. 

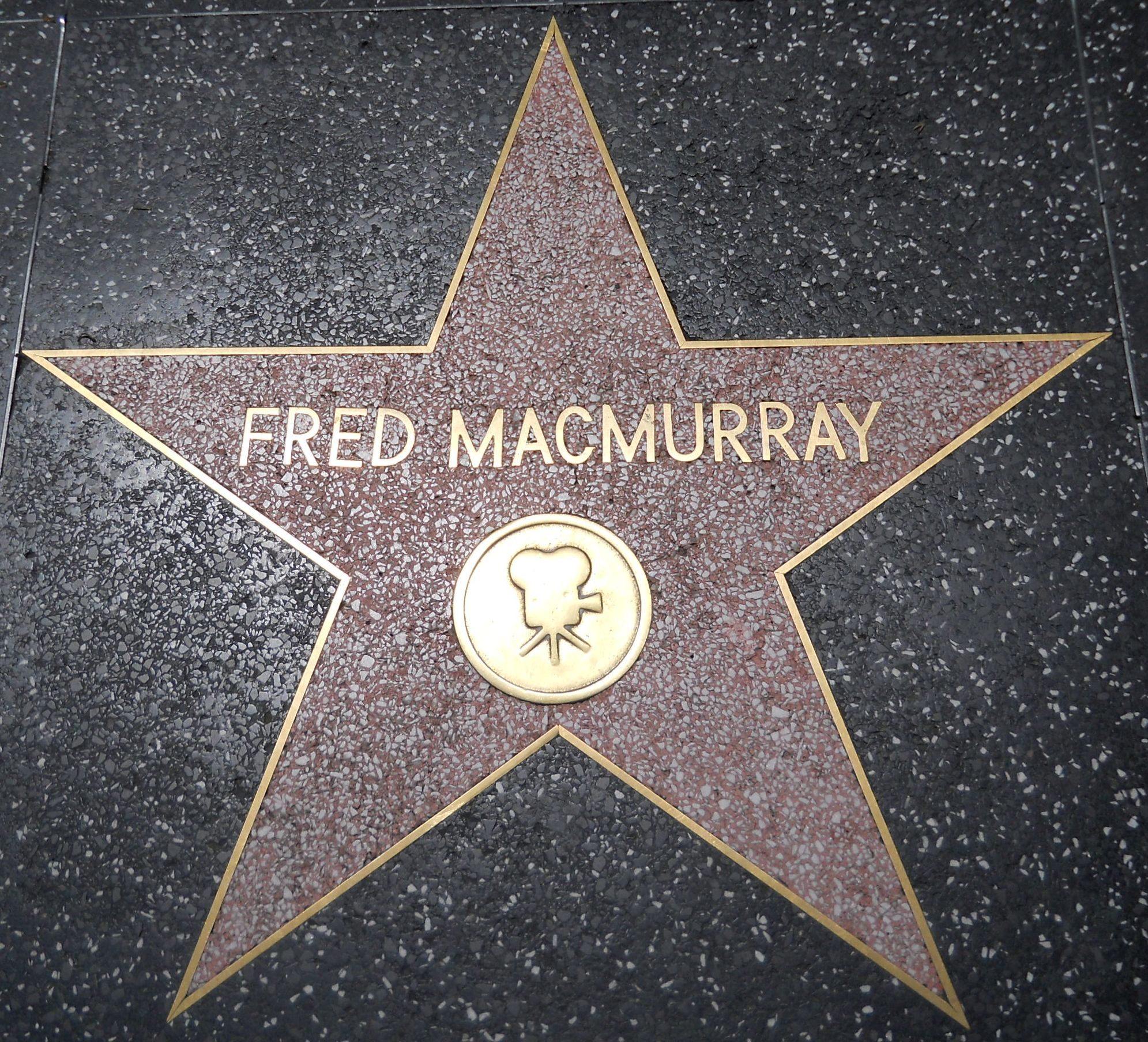
L’étoile de Fred MacMurray sur le Hollywood Walk of Fame (trottoir des célébrités).

Fumeur de longue date, Fred développe un cancer de la gorge dans les années 1970 qui ressurgit à la fin des années 1980. Il meurt en 1991 à l'âge de 83 ans. Il est enterré dans le Cimetière catholique Holy Cross de Culver City dans le comté de Los Angeles. Sa femme June Haver, morte en 2005 à l'âge de 79 ans, est inhumée à son côté.

## Filmographie
Cinéma

### Années 1920
- 1929 : Folle jeunesse (Girls Gone Wild) de Lewis Seiler : un figurant (film perdu)
- 1929 : La Tigresse (Tiger Rose) de George Fitzmaurice : Rancher
- 1929 : Why Leave Home? de Raymond Cannon

### Années 1930
- 1935 : Grande Dame (Grand Old Girl) de John S. Robertson : Sandy
- 1935 : Aller et Retour (The Gilded Lily) de Wesley Ruggles : Peter Dawes
- 1935 : L'Infernale Poursuite (Car 99) de Charles Barton : Ross Martin, policier de la Police montée
- 1935 : Brigade spéciale (Men Without Names) de Ralph Murphy : Richard Hood / Richard 'Dick' Grant
- 1935 : Désirs secrets (Alice Adams) de George Stevens : Arthur Russell
- 1935 : Jeux de mains (Hands Across the Table) de Mitchell Leisen : Theodore Drew III
- 1935 : Je veux me marier (The Bride Comes Home) de Wesley Ruggles : Cyrus Anderson
- 1936 : La Fille du bois maudit (The Trail of the Lonesome Pine) de Henry Hathaway : Jack Hale
- 1936 : Treize Heures dans l'air (Thirteen Hours by Air) de Mitchell Leisen : Jack Gordon
- 1936 : Une princesse à bord (The Princess Comes Across) de William K. Howard : le roi Mantell
- 1936 : La Légion des damnés (The Texas Rangers), de King Vidor : Jim Hawkins
- 1937 : Champagne valse (Champagne Waltz) de A. Edward Sutherland : Buzzy Bellew
- 1937 : Le Démon sur la ville (Maid of Salem) de Frank Lloyd : Roger Coverman
- 1937 : Trompette Blues (Swing High, Swing Low) de Mitchell Leisen : Skid Johnson
- 1937 : Exclusive (Exclusive) de Alexander Hall : Ralph Houston
- 1937 : La Folle Confession (True Confession) de Wesley Ruggles : Kenneth Bartlett
- 1938 : Noix-de-Coco Bar (Coconut Grove) de Alfred Santell : Johnny Prentice
- 1938 : Les Hommes volants (Men with Wings) de William A. Wellman : Pat Falconer
- 1938 : Les Bébés turbulents (Sing You Sinners) de Wesley Ruggles : David Beebe
- 1939 : Femme du monde (Cafe Society) de Edward H. Griffith : Crick O'Bannon
- 1939 : Invitation au bonheur (Invitation to Happiness) de Wesley Ruggles : Albert 'King' Cole
- 1939 : Lune de miel à Bali (Honeymoon in Bali) de Edward H. Griffith : Bill 'Willie' Burnett

### Années 1940

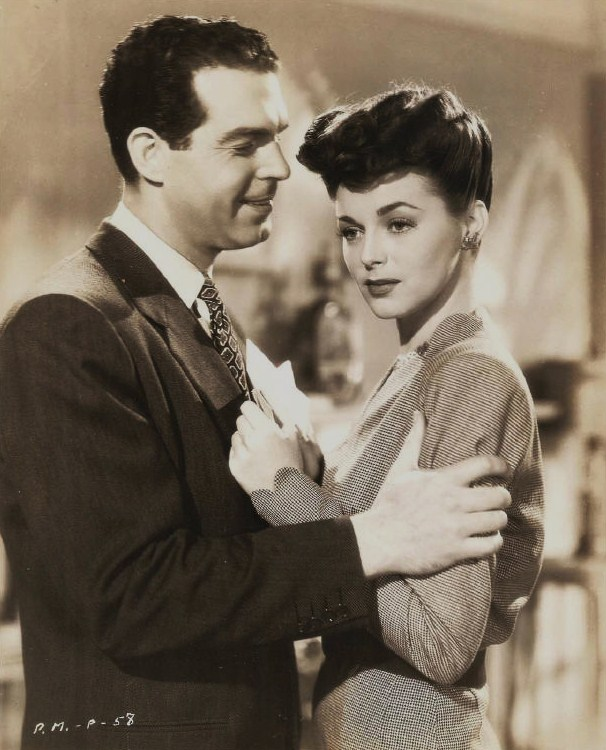
Fred MacMurray avec Marguerite Chapman dans Oublions le passé (Pardon My Past) en 1945.

- 1940 : L’Aventure d’une nuit (Remember the Night) de Mitchell Leisen, de : John Sargent
- 1940 : Les Révoltés du Clermont (Little Old New York) de Henry King : Charles Browne
- 1940 : Trop de maris (Too Many Husbands) de Wesley Ruggles : Bill Cardew
- 1940 : Le Mystère de Santa Marta (Rangers of Fortune) de Sam Wood : Gil Farra
- 1941 : Virginia de Edward H. Griffith : Stonewall Elliott
- 1941 : Une nuit à Lisbonne (One Night in Lisbon) de Edward H. Griffith : Dwight Houston
- 1941 : Bombardiers en piqué (Dive Bomber) de Michael Curtiz : Lt. Cmdr. Joe Blake, commandant de l'escadron
- 1941 : New York Town de Charles Vidor : Victor Ballard
- 1942 : Madame veut un bébé (The Lady is Willing) de Mitchell Leisen : Dr. Corey McBain
- 1942 : Mon secrétaire travaille la nuit (Take a Letter, Darling) de Mitchell Leisen : Tom Verney
- 1942 : La Fille de la forêt (The Forest Rangers) de George Marshall : Don Stuart
- 1942 : Au Pays du rythme (Star spangled rythm) de George Marshall : Frank
- 1943 : Perdue sous les tropiques (Flight for Freedom) de Lothar Mendes : Randy Britton
- 1943 : La Dangereuse Aventure (No Time for Love) de Mitchell Leisen : Jim Ryan
- 1943 : Un espion a disparu (Above suspicion) de Richard Thorpe : Richard Myles
- 1943 : The Last Will and Testament of Tom Smith : Le narrateur
- 1944 : L'Amour cherche un toit (Standing Room Only) de Sidney Lanfield : Lee Stevens/Rogers the 'butler'
- 1944 : Quatre Flirts et un cœur (And the Angels Sing) de George Marshall : Happy Morgan
- 1944 : Assurance sur la mort (Double Indemnity) de Billy Wilder : Walter Neff
- 1944 : Une femme sur les bras (Practically Yours) de Mitchell Leisen : Daniel Bellamy
- 1945 : Drôle d'histoire (Where do we go from here ?) de Gregory Ratoff : Bill Morgan
- 1945 : Capitaine Eddie (Captain Eddie) de Lloyd Bacon : Capitaine Edward Rickenbacker
- 1945 : Un héritage sur les bras (Murder, He Says) de George Marshall : Pete Marshall
- 1945 : Oublions le passé (Pardon My Past) de Leslie Fenton : Eddie York/Francis Pemberton
- 1946 : Smoky de Louis King : Clint Barkley
- 1947 : Ma femme, la capitaine (Suddenly, It's Spring) de Mitchell Leisen : Peter Morley
- 1947 : L'Œuf et moi (The Egg and I) de Chester Erskine : Bob MacDonald
- 1947 : Singapour (Singapore) de John Brahm : Matt Gordon
- 1948 : La Folle enquête (On Our Merry Way) de King Vidor et Leslie Fenton : Al
- 1948 : Le Miracle des cloches (The Miracle of the Bells) de Irving Pichel : William 'Bill' Dunnigan
- 1948 : Tous les maris mentent (An Innocent Affair) de Lloyd Bacon : Vincent Doane
- 1948 : Ma femme et ses enfants (Family Honeymoon) de Claude Binyon : Grant Jordan
- 1949 : Father Was a Fullback de John M. Stahl : George Cooper / "Coop"

### Années 1950
- 1950 : Poison blanc (Borderline) de William A. Seiter : Johnny McEvoy, dit Johnny Macklin
- 1950 : Mon cow-boy adoré (Never a Dull Moment) de George Marshall : Chris Hayward
- 1951 : Je veux un millionnaire (A Millionaire for Christy) de George Marshall : Peter Ulysses Lockwood
- 1951 : Une vedette disparaît (Callaway Went Thataway) de Melvin Frank et Norman Panama : Mike Frye
- 1953 : Toutes voiles sur Java (Fair Wind to Java) de Joseph Kane : Capt. Boll
- 1953 : Le Voleur de minuit (The Moonlighter) de Roy Rowland : W.O. (Wes) Anderson
- 1954 : Ouragan sur le Caine (The Caine Mutiny) d'Edward Dmytryk : Lt. Tom Keefer
- 1954 : Du plomb pour l'inspecteur (Pushover) de Richard Quine : Paul Sheridan
- 1954 : Les femmes mènent le monde (Woman's World) de Jean Negulesco : Sid Burns
- 1955 : Horizons lointains (The Far Horizons) de Rudolph Maté : Meriwether Lewis
- 1955 : La Mousson (The Rains of Ranchipur) de Jean Negulesco : Thomas "Tom" Ransome
- 1955 : Le Doigt sur la gâchette (At Gunpoint) d' Alfred L. Werker : Jack Wright
- 1956 : Demain est un autre jour (There's Always Tomorrow) de Douglas Sirk : Clifford Groves
- 1957 : Quantez de Harry Keller : Gentry/John Coventry
- 1957 : Une arme pour un lâche (Gun for a Coward) d' Abner Biberman : Will Keough
- 1958 : La Journée des violents (Day of the Bad Man) de Harry Keller : Juge James Edward Scott
- 1959 : Terre de violence (Good Day for a Hanging) de Nathan H. Juran : Marshal Ben Cutler
- 1959 : Quelle vie de chien ! (The Shaggy Dog) de Charles Barton : Wilson Daniels
- 1959 : Le Salaire de la haine (Face of a Fugitive) : Jim Larsen
- 1959 : Les Comanches passent à l'attaque (The Oregon Trail) de Gene Fowler Jr. : Neal Harris

### Années 1960
- 1960 : La Garçonnière (The Apartment) de Billy Wilder : Jeff D. Sheldrake
- 1961 : Mont'là-d'ssus (The Absent Minded Professor) de Robert Stevenson : Prof. Ned Brainard
- 1962 : Bon voyage ! de James Neilson : Harry Willard
- 1963 : Après lui, le déluge (Son of Flubber) de Robert Stevenson : Prof. Ned Brainard
- 1964 : Un mari à tout faire (Kisses for My President) de Curtis Bernhardt : Thad McCloud
- 1966 : Demain des hommes (Follow Me, Boys!) de Norman Tokar : Lemuel Siddons
- 1967 : Le Plus Heureux des milliardaires (The Happiest Millionaire) de Norman Tokar : Anthony J. Drexel Biddle

### Années 1970
- 1973 : Charley et l'Ange (Charley and the Angel) de Vincent McEveety : Charley Appleby
- 1978 : L'Inévitable catastrophe (The Swarm) de Irwin Allen : Maire Clarence Tuttle

### Télévision
- 1955 et 1958 : General Electric Theater (série TV) : Richard Elgin / Harry Wingate
- 1956 : Le Choix de... (Screen Directors Playhouse) (série TV) : Peter Torrance
- 1958 : Cimarron City (en) (série TV) : Laird Garner
- 1960-1972 : Mes trois fils (My Three Sons) (série TV) : Steve Douglas
- 1974 : The Chadwick Family (téléfilm) : Ned Chadwick
- 1975 : Le Triangle des Bermudes (Beyond the Bermuda Triangle) (téléfilm) : Harry Ballinger

### Producteur
- 1945 : Pardon My Past, de Leslie Fenton